# John A. Miller
Pour les articles homonymes, voir John Miller et Miller.
John A. Miller (né August John Mueller en août 1872, à Homewood, Illinois - mort le 24 juin 1941 à Houston, Texas) est un concepteur et constructeur de montagnes russes. Il a déposé plus de 100 brevets, dont beaucoup concernant la sécurité et la technologie des montagnes russes et qui demeurent encore aujourd'hui des éléments clés dans la conception de ce type d'attraction. Il a conçu plus de 60 parcours de montagnes russes de son vivant.

## Biographie

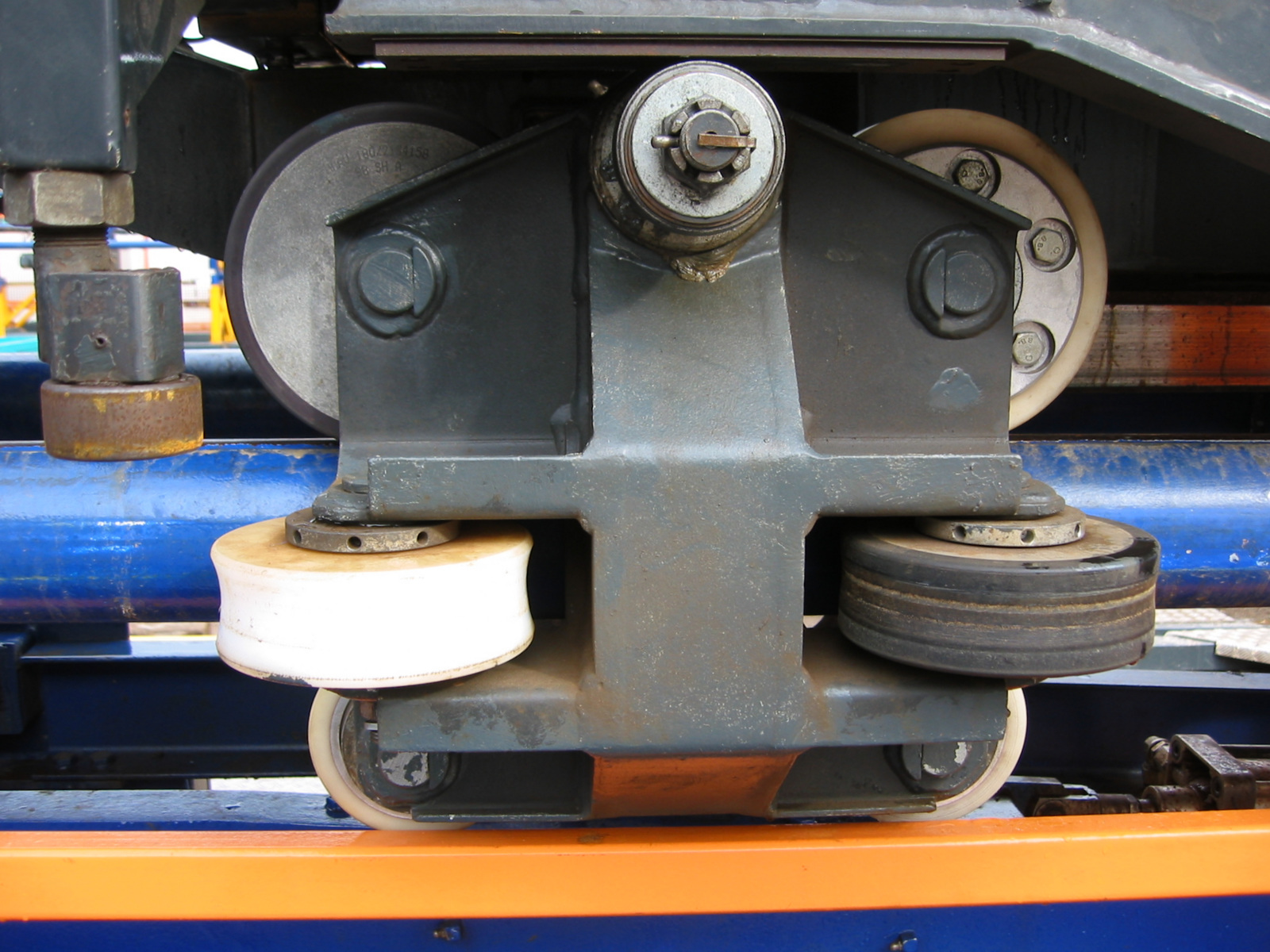
Roues underfriction, une des principales inventions de John Miller toujours utilisée de nos jours.

Au début de sa carrière, Miller aura la chance de travailler pour LaMarcus Adna Thompson, puis comme consultant auprès de la Philadelphia Toboggan Company. Il travaille également avec les célèbres designers Frederick Ingersoll, Fred et Josiah Pearce.
En 1910, Miller met au point un dispositif permettant d'empêcher les wagons de faire marche arrière dans la zone de montée dans le cas où la chaîne de traction viendrait à se briser. Ce système de cliquet de sécurité évolue et vient ensuite se placer en dessous des trains.
En 1919, Miller fait breveter sous le nom Miller Under Friction Wheel un système de roues latérales permettant aux trains de ne pas quitter les rails. Cette invention permis entre autres l'utilisation de pentes plus raides, de courbes horizontales et des vitesses plus élevées.
Outre les brevets de ses inventions pour les montagnes russes - y compris plusieurs types de freins et de verrous pour les barres de sécurité, Miller a construit ses propres attractions. En 1920, Miller se lance dans les affaires avec Harry C. Baker (en) sous le nom Miller & Baker, Inc. et pendant trois années, ils construisent plusieurs montagnes russes en Amérique du Nord.
Après 1923, Miller continue à concevoir et à construire des montagnes russes pour sa propre compagnie, The John Miller Company. Le Dip-Lo-Docus (vers 1923), annoncé comme The Ride Jazz, présente des wagons à trois places, alors que le Flying Turns (1929) présente des wagons sur roues pivotantes parcourant un circuit en forme de toboggan semi-circulaire. Le légendaire Cyclone (1928-1958) de Puritas Springs près de Cleveland, Ohio a été honoré par une place sur la liste des grandes montagnes russes perdues de la Smithsonian Institution.
Bien que la plupart de ses plus célèbres montagnes russes aient été construites durant les années 1920, Miller n'a jamais cessé de leur construction. Il a continué à superviser les installations sur site et à consulter leur conception jusqu'à sa mort. Il est décédé le 24 juin 1941, tout en travaillant sur un projet de montagnes russes pour Houston, Texas.

## Créations de John A. Miller

### Disparues

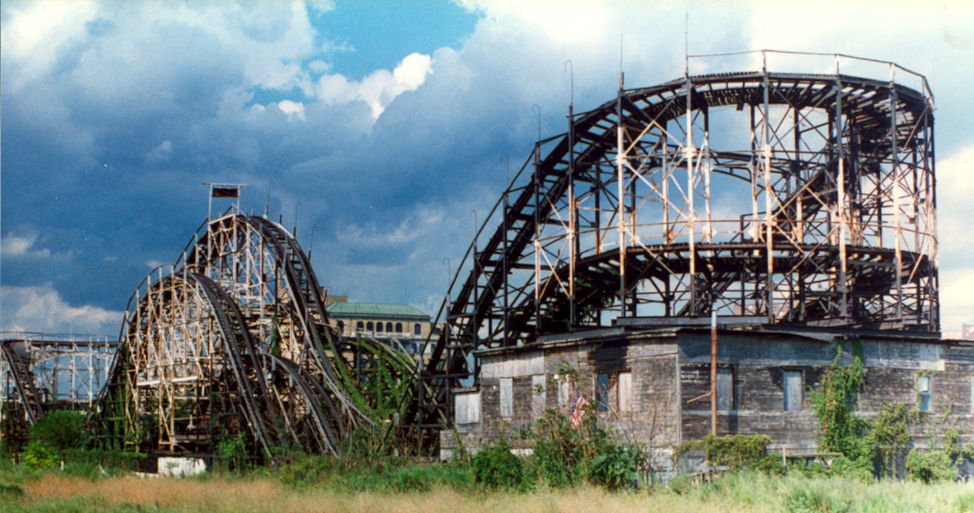
Thunderbolt à Coney Island en 1995.

| Nom                | Localisation             | Dates                       |
| ------------------ | ------------------------ | --------------------------- |
| Greyhound          | Lakewood Fairgrounds     | 1915-1974                   |
| Coaster            | Riverview Park           | 1920-1978                   |
| Dip-Lo-Docus       | Riverview Park[Lequel ?] | vers 1923-?                 |
| Cyclone            | Puritas Springs          | 1928-1958                   |
| Greyhound          | Celeron Park             | 1924-1959                   |
| Flying Turns       | Euclid Beach Park        | 1929-1969                   |
| Ravine Flyer       | Waldameer Park           | 1922-1938                   |
| Thunderbolt        | Revere Beach             | 1921-1930                   |
| Thunderbolt        | Coney Island             | 1925-1982 (démoli en 2000)  |
| Zippin Pippin (en) | Libertyland (en)         | 1923-2005 (démonté en 2010) |

### Existantes

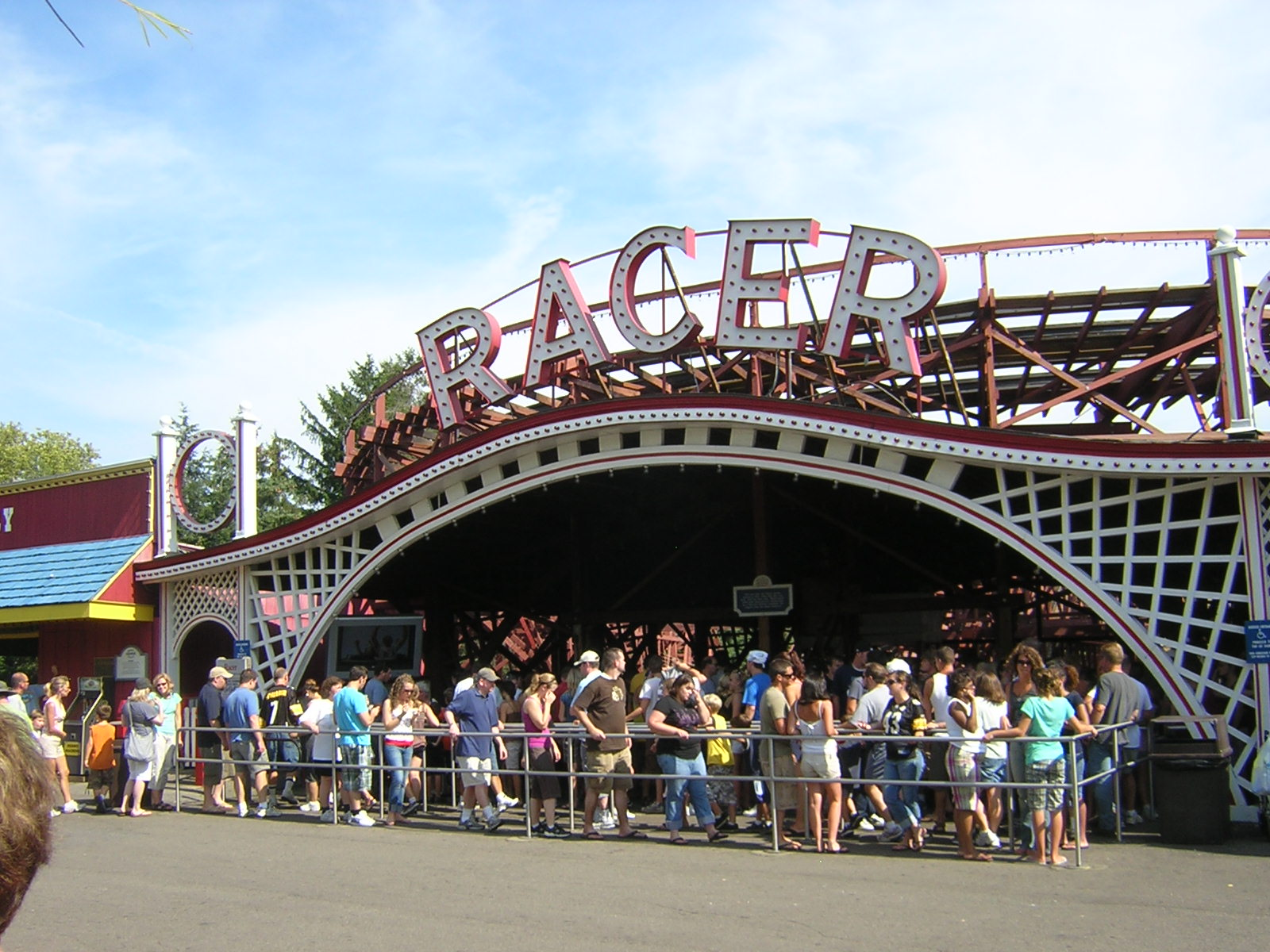
Racer à Kennywood en 2008.

| Nom                 | Localisation                                     | Date de construction |
| ------------------- | ------------------------------------------------ | -------------------- |
| Racer               | Kennywood                                        | 1927                 |
| Jack Rabbit         | Kennywood                                        | 1920                 |
| Thunderbolt         | Kennywood                                        | 1924                 |
| Screechin' Eagle    | Americana Park LeSourdsville Lake Amusement Park | 1927                 |
| Big Dipper          | Pleasure Beach, Blackpool                        | 1923                 |
| Big Dipper          | Geauga Lake                                      | 1925                 |
| Coaster Thrill Ride | Western Washington State Fair                    | 1935                 |
| Jack Rabbit         | Seabreeze Amusement Park (en)                    | 1920                 |
| Roller Coaster      | Lagoon                                           | 1921                 |